# Foliotortus
Foliotortus es un género de foraminífero bentónico de estatus incierto, aunque considerado perteneciente a la familia Planispirillinidae, del suborden Involutinina y del orden Involutinida. Su especie tipo es Foliotortus spinosus. Su rango cronoestratigráfico abarca el Noriense (Triásico superior).

## Clasificación
Foliotortus incluye a la siguiente especie:
- Foliotortus spinosus †